# Wyspa Codfish
Codfish Island (ang. Codfish Island, maor. Whenua Hou) – mała wyspa położona 3 km na północny zachód od wybrzeża Wyspy Stewart w archipelagu Nowej Zelandii.

## Geografia
Jest to druga co do wielkości wyspa w grupie Wyspy Stewart, po niewiele większej Ruapuke Island. Ma powierzchnię 1396 hektarów i wysokość do 250 m n.p.m.

## Przyroda
Wyspa została uznana za park krajobrazowy (ang. scenic reserve) w 1915, a za rezerwat przyrody w 1986 roku. Na wyspie wytępiono cały szereg inwazyjnych, obcych gatunków zwierząt, w tym oposy i szczury polinezyjskie. Weka również nie była rodzimym gatunkiem, przybyła na wyspę pod koniec XIX wieku; do 1984 roku weki zostały wyłapane i przewiezione na wyspę Stewart. Od tamtej pory na Codfish Island prowadzone są programy ratowania rzadkich nowozelandzkich gatunków zwierząt: nielotnej papugi kakapo, maoryska żółtogłowego z rzędu wróblowych i nielotnej kaczki, cyraneczki południowej. Gnieździ się na niej także wiele ptaków morskich.
Wyspa jest siedliskiem między innymi nietoperza wąsala pazurzastego (Mystacina tuberculata) oraz ptaków:
- kaka
- modrolotki czerwonoczelnej
- pingwina żółtookiego
- pingwina grubodziobego

Pingwin żółtooki i grubodzioby występują wzdłuż linii brzegowej wyspy.